# Glow Stars
Glow Stars è il primo album in studio della cantautrice britannica Heather Nova, pubblicato nel 1993.

## Tracce
1. Bare – 4:24
2. My Fidelity – 4:21
3. Spirit in You – 4:00
4. Shell – 4:10
5. Glow Stars – 3:07
6. Ear to the Ground – 4:40
7. Second Skin – 3:48
8. Mothertongue – 3:24
9. All the Way – 1:10
10. Frontier – 4:13
11. Shaking the Doll – 3:50
12. Talking to Strangers – 3:23